# Numero ottaedrico troncato
In teoria dei numeri, un numero ottaedrico troncato è un numero figurato che rappresenta un ottaedro troncato.

La formula per l'n-simo numero ottaedrico troncato è:
{\displaystyle 16n^{3}-33n^{2}+24n-6}
I primi numeri ottaedrici troncati sono: 1, 38, 201, 586, 1289, 2406, 4033, 6266, 9201, 12934.

## Proprietà matematiche
L'n-esimo numero ottaedrico troncato può essere espresso come la differenza del (3n-2)-esimo numero ottaedrico e di 6 volte l'(n-1)-esimo numero piramidale quadrato. Un ottaedro troncato è infatti un ottaedro a cui è stata tolta un piramide quadrata in corrispondenza di ognuno dei suoi vertici.

La funzione generatrice dei numeri ottaedrici è
{\displaystyle x+38x^{2}+201x^{3}+586x^{4}+...={\frac {x(6x^{3}+55x^{2}+34x+1)}{(x-1)^{4}}}}